# پورت هودسون (لوئیزیانا)
پورت هودسون (به انگلیسی: Port Hudson) یک منطقهٔ مسکونی در ایالات متحده آمریکا است که در لوئیزیانا واقع شده‌است.